# چشم‌سیاه کوهی
چشم‌سیاه کوهی (نام علمی: Chlorocharis emiliae) نام یک گونه از تیره چشم‌سفید است.